# Canadian Elite Basketball League 2020
La stagione CEBL 2020 fu la seconda della Canadian Elite Basketball League. Parteciparono 7 squadre in un unico girone.

## Squadre partecipanti
- Edmonton Stingers
- Fraser V. Bandits
- Guelph Nighthawks
- Hamilton Badgers
- Niagara River Lions
- Ottawa Blackjacks
- Saskatchewan Rattl.

## Classifica
| Squadra                | V | P | PCT  | GB |
| ---------------------- | - | - | ---- | -- |
| Edmonton Stingers      | 5 | 1 | 83,3 | -  |
| Fraser Valley Bandits  | 4 | 2 | 66,7 | 1  |
| Hamilton Honey Badgers | 3 | 3 | 50,0 | 2  |
| Ottawa Blackjacks      | 3 | 3 | 50,0 | 2  |
| Guelph Nighthawks      | 3 | 3 | 50,0 | 2  |
| Niagara River Lions    | 2 | 4 | 33,3 | 3  |
| Saskatchewan Rattlers  | 1 | 5 | 16,7 | 4  |

## Play-off

### Quarti di finale
| St. Catharines 6 agosto 2020, ore 17:00                | Hamilton Honey Badgers | 85 – 83 (15–28, 22–13, 31–13, 17–29) | Niagara River Lions | Meridian Centre |
| \| \| \| \| \| Mukama 23 \| Punti \| 23 Bell-Haynes \| |                        |                                      |                     |                 |
|                                                        |                        |                                      |                     |                 |
| Mukama 23                                              | Punti                  | 23 Bell-Haynes                       |                     |                 |

| St. Catharines 6 agosto 2020, ore 19:30             | Ottawa Blackjacks | 83 – 75 (21–25, 23–12, 17–16, 22–22) | Guelph Nighthawks | Meridian Centre |
| \| \| \| \| \| Hanlan 19 \| Punti \| 17 McCallum \| |                   |                                      |                   |                 |
|                                                     |                   |                                      |                   |                 |
| Hanlan 19                                           | Punti             | 17 McCallum                          |                   |                 |

### Semifinali
| St. Catharines 8 agosto 2020, ore 13:30             | Fraser Valley Bandits | 76 – 75 (16–13, 16–26, 18–25, 26–11) | Hamilton Honey Badgers | Meridian Centre |
| \| \| \| \| \| Duvivier 18 \| Punti \| 24 Mukama \| |                       |                                      |                        |                 |
|                                                     |                       |                                      |                        |                 |
| Duvivier 18                                         | Punti                 | 24 Mukama                            |                        |                 |

| St. Catharines 8 agosto 2020, ore 15:50          | Edmonton Stingers | 88 – 75 (25–20, 22–19, 20–18, 21–18) | Ottawa Blackjacks | Meridian Centre |
| \| \| \| \| \| Kamba 26 \| Punti \| 17 Hanlan \| |                   |                                      |                   |                 |
|                                                  |                   |                                      |                   |                 |
| Kamba 26                                         | Punti             | 17 Hanlan                            |                   |                 |

### Finale CEBL
| St. Catharines 9 agosto 2020, ore 16:00           | Edmonton Stingers | 90 – 73 (15–14, 24–21, 26–21, 25–17) | Fraser Valley Bandits | Meridian Centre |
| \| \| \| \| \| Moon 31 \| Punti \| 13 Cadougan \| |                   |                                      |                       |                 |
|                                                   |                   |                                      |                       |                 |
| Moon 31                                           | Punti             | 13 Cadougan                          |                       |                 |

### Tabellone
|  | Quarti di finale | Quarti di finale | Quarti di finale |               |          | Semifinali | Semifinali | Semifinali |  |  | Finale CEBL | Finale CEBL | Finale CEBL |  |
|  |                  |                  |                  |               |          |            |            |            |  |  |             |             |             |  |
|  |                  |                  |                  |               |          | 1          | Edmonton   | 88         |  |  |             |             |             |  |
|  |                  |                  |                  |               |          | 1          | Edmonton   | 88         |  |  |             |             |             |  |
|  |                  |                  |                  | Ottawa        | 75       |            |            |            |  |  |             |             |             |  |
|  | 4                | Ottawa           | 83               | Ottawa        | 75       |            |            |            |  |  |             |             |             |  |
|  | 4                | Ottawa           | 83               |               |          |            |            |            |  |  |             |             |             |  |
|  | 5                | Guelph           | 75               |               |          |            |            |            |  |  |             |             |             |  |
|  | 5                | Guelph           | 75               |               | Edmonton | Edmonton   | 90         |            |  |  |             |             |             |  |
|  |                  |                  |                  |               |          |            |            |            |  |  |             |             |             |  |
|  |                  |                  | Fraser Valley    | Fraser Valley | 73       |            |            |            |  |  |             |             |             |  |
|  |                  |                  |                  | Fraser Valley | 73       |            |            |            |  |  |             |             |             |  |
|  |                  |                  |                  |               |          |            |            |            |  |  |             |             |             |  |
|  |                  |                  |                  |               |          |            |            |            |  |  |             |             |             |  |
|  |                  | 2                | Fraser Valley    | 76            |          |            |            |            |  |  |             |             |             |  |
|  |                  |                  |                  | 76            |          |            |            |            |  |  |             |             |             |  |
|  |                  |                  |                  | Hamilton      | 75       |            |            |            |  |  |             |             |             |  |
|  | 3                | Hamilton         | 85               | Hamilton      | 75       |            |            |            |  |  |             |             |             |  |
|  | 3                | Hamilton         | 85               |               |          |            |            |            |  |  |             |             |             |  |
|  | 6                | Niagara          | 83               |               |          |            |            |            |  |  |             |             |             |  |

## Vincitore
| Campione CEBL 2020            |
| ----------------------------- |
| Edmonton Stingers (1º titolo) |

## Statistiche
| Categoria      | Giocatore     | Squadra               | Stat |
| -------------- | ------------- | --------------------- | ---- |
| Punti per gara | Cameron Forte | Fraser Valley Bandits |      |

## Premi CEBL
- CEBL Most Valuable Player: Xavier Moon, Edmonton Stingers
- CEBL Coach of the Year: Jermaine Small, Edmonton Stingers
- CEBL Defensive Player of the Year: Brianté Weber, Hamilton Honey Badgers
- CEBL Clutch Player of the Year: Brianté Weber, Hamilton Honey Badgers
- CEBL Canadian Player of the Year: Jordan Baker, Edmonton Stingers
- CEBL U Sports Developmental Player of the Year: Lloyd Pandi, Ottawa Blackjacks
- CEBL Finals MVP: Xavier Moon, Edmonton Stingers
- All-CEBL First Team
  - Jordan Baker, Edmonton Stingers
  - Thomas Scrubb, Ottawa Blackjacks
  - Travis Daniels, Edmonton Stingers
  - Jean-Victor Mukama, Hamilton Honey Badgers
  - Xavier Moon, Edmonton Stingers
- All-CEBL Second Team
  - Olu Ashaolu, Fraser Valley Bandits
  - Owen Klassen, Hamilton Honey Badgers
  - Tre'Darius McCallum, Guelph Nighthawks
  - Brianté Weber, Hamilton Honey Badgers
  - Jahenns Manigat, Fraser Valley Bandits